# Prevenció (egészségügy)
A prevenció megelőzést jelent, azon lépések, melyek minimalizálják illetve kiküszöbölik azokat a társadalmi, pszichológiai és szociális feltételeket, melyek érzelmi, fizikai betegségeket vagy társadalmi-gazdasági problémákat okoznak vagy hozzájárulnak ezek kialakulásához.
Az egészségügyi prevenció célja a betegségek kezelésével szemben azok megelőzése. Ahogyan az egészségnek, úgy a betegségeknek fogyatékosságnak is rengeteg különféle fajtája és formája létezik, amelyeket környezeti tényezők, genetikai hajlamok, kórokozók és maga az életmód is befolyásolhatnak.
A betegségmegelőzésnek számos különféle módja létezik. Javasolt, hogy a gyermekek és felnőttek egyaránt rendszeresen felkeressék orvosukat felülvizsgálatok céljából még akkor is, ha egyébként egészségesnek érzik magukat. Az ilyen vizsgálatokon azonosíthatják az egyes betegségek rizikófaktorait, tanácsokat kaphatnak az egészséges és kiegyensúlyozott életmódhoz, információkat szerezhetnek az immunizációról és egészségjavításról.

## A prevenció szintjei
A modern egészségügyi rendszerekben a többlépcsős támogatási rendszert (Multi-tiered System of Support, MTSS) alkalmazzák, amely a prevenció három szintjét különbözteti meg:
- Elsődleges (primer) prevenció: Célja, hogy egy adott népességen belül mérséklődjenek bizonyos betegségek, balesetek (például munkahelyi balesetek) a mentális rendellenességek és zavarok új eseteinek előfordulási aránya. Oksági megelőzés történik. Így például primer prevenció olyan serdülőknek tartani előadást a kábítószer-fogyasztás veszélyeiről, akik még nem próbálták.
- Másodlagos (szekunder) prevenció: Célja a korai stádiumban lévő esetek gyors, hatékony megoldása, amikor még nem rögzült az állapot. Szűréssel történhet. Példa erre a mammográfia és a colonoscopia, mely során rákmegelőző állapotot vagy a rák korai stádiumát keressük, hogy az ne progrediáljon (haladjon előre).
- Harmadlagos (tercier) prevenció: A károsító hatások, következmények kiküszöbölése, ártalomcsökkentés. Rehabilitáció útján valósulhat meg. (például  intravénás drogfogyasztás estén a tűcsere-program, mely megelőzi a HIV-fertőzést)

## A prevenció színterei
- öngyilkosság megelőzése
- drogprevenció
- egészségügyi szűrés

## A prevenció módszerei különféle betegségek esetében

### Túlsúly
A túlsúly számos különféle betegség esetén rizikófaktornak, mint például a szívbetegségek, magas vérnyomás, bizonyos típusú rákos megbetegedések vagy a 2-es típusú cukorbetegség. Megelőzésének módja a rendszeres testmozgás és a tápláló, kiegyensúlyozott étrend.

### Szexuális úton terjedő betegségek
A szexuális úton terjedő betegségeket elsősorban óvszerhasználattal javasolják megelőzni, de ide tartozhat az absztinencia, a rendszeres vizsgálatok és szűrővizsgálatok is.

### Trombózis
A trombózis egy súlyos keringési betegség, amely több ezer, többnyire idős embert érint, akik műtéti eljárásoknak vetik alá magukat, nőket, akik szájon át szedhető fogamzásgátlót használnak, illetve utazókat is. A megelőzés módjai közé tartozik a rendszeres testmozgás, a kompressziós harisnya és különféle pneumatikus eszközök használata, valamint különféle gyógyszeres kezelések is.

### Rákos megbetegedések
A rák globális egészségügyi probléma, amely leginkább az alacsony és közepes átlagjövedelemmel bíró országokat sújtja, mivel a lakosság itt nagyobb mértékben van kitéve az iparosodás és globalizáció miatt előforduló karcinogén, vagyis rákkeltő anyagoknak. Ugyanakkor a kutatások szerint a korai prevenciós intézkedések és a rák rizikófaktorainak beazonosítása akár a rákos esetek harmadában is képes lehet megelőzni a megbetegedést.

## A prevenció hatékonysága
A megelőző egészségügyi intézkedések költséghatékonyságát tekintve nincsen általános megegyezés, az életminőséget azonban jelentősen képesek javítani. Azt illetően, hogy mi számít "jó befektetésnek" ha prevencióról beszélünk, eltérőek a vélemények: egyesek szerint az volna szerencsés, ha ezek az intézkedések végül több pénzt takarítanának meg, mint amennyibe kerülnek, mások szerint még azok az intézkedések is "megérik", amelyekkel nem takarít meg pénzt a rendszer, mivel komoly egészségügyi előnyöket biztosítanak. A megelőző egészségügyi intézkedéseket emellett sokszor egy entitásként kezelik, holott rengeteg különféle szolgáltatásból állnak, melyek változó költséghatékonysággal működnek.
Egy 2010-ben az Amerikai Egyesült Államokban készült tanulmány szerint az idő előtti elhalálozás megakadályozásában a gyermekeknek beadott védőoltások, a dohányzásról való leszokást segítő programok, az aszpirin napi, profilaktikus használata, illetve a mell- és végbélrák-szűrések a leghatékonyabbak. A gyermekeknek és felnőtteknek beadott védőoltások, a dohányzásról való leszokást segítő programok, a napi asziprinhasználat, illetve az alkoholizmussal, elhízással és látásromlással kapcsolatos szűrések a leginkább költséghatékonyabbak az egészségügyi rendszer számára. A tanulmány szerzői szerint ha az Egyesült Államok lakosságának 90%-a részt venne ezekben a programokban, ezzel évi 3,7 milliárd dollár volna megtakarítható.
Magyarországon számos különféle prevenciós program működik. Ezek között a legnagyobb nyilvánosságot a Magyarország átfogó egészségvédelmi szűrőprogramja 2010 - 2020 nevű kapta. A program keretein belül 2010 és 2015 között összesen 135 879 személyen közel négymillió vizsgálatot végeztek el. A programot 67 tudományos-szakmai szervezet és cég támogatja. A program hatásairól az életminőséget vagy költséghatékonyságot tekintve nem állnak rendelkezésre pontos információk, ám már csak azért is sikeresnek tekinthető, mert az egyéni vizsgálatokon túl első hat évében több mint negyedmillió magyarországi lakos részesül a keretein belül tanácsadásban és kapott információkat a helyes táplálkozásról, az újraélesztés módjáról, a betegségek megelőzéséről és a már kialakult betegségek nem gyógyszeres kezeléséről.

## Az egészségügyi ellátáshoz és prevencióhoz való hozzáférés egyenlőtlenségei
Az egészségügyi ellátáshoz, illetve a prevenciós programokhoz és szolgáltatásokhoz való hozzáférés számos tényező miatt egyenlőtlen lehet, ahogyan az ellátás és a szolgáltatások minősége is változó.
A fejlődő és fejlett országok átlagos várható élettartamai között nem ritkán évtizedes eltérések mutathatóak ki - Japánban például az átlagos várható élettartam 36 évvel magasabb, mint Malawiban. Az alacsony átlagjövedelemmel bíró országokban jellemzően kevesebb orvos dolgozik, mint a magasabb átlagjövedelmű országokban. Nigériában és Mianmarban például kevesebb mint 4 orvos jut 100 000 lakosra, míg Norvégiába és Svájcban ez az arány tízszer magasabb. A hozzáférhetetlenség gyakori okai között találjuk, hogy a szükséges szolgáltatások egyszerűen nem érhetőek el az adott régióban vagy az egészségügyi intézmények túl nagy távolságra találhatóak, a közlekedés vagy a kezelések ára túlságosan magas, illetve egyes esetekben az, hogy bizonyos egészségügyi szolgáltatások igénybevételét társadalmi és szociális normák és stigmák gátolják.
Az Európai Unió Alapjogi Chartájának 21. cikke elismeri a – többek között a nem, faj, etnikai származás, vallás vagy meggyőződés alapján történő – megkülönböztetéstől való mentességhez való jogot. A 35. cikk garantálja, hogy a nemzeti jogszabályokban és gyakorlatban megállapított feltételek mellett mindenkinek joga van megelőző egészségügyi ellátás igénybevételéhez, továbbá orvosi kezeléshez.
Az Európai Unió Alapjogi Ügynökségének (FRA) kutatási eredményei szerint ugyanakkor az Európai Unióban ennek ellenére maguk az ellátórendszerek, azok sajátosságai vagy éppen a kommunikációs nehézségek miatt egyes személyek vagy csoportok ma is hátrányban részesülhetnek az ellátás hozzáférhetőségét és minőségét tekintve.
Magyarországon a hozzáférhetőséget elsősorban a regionálisan aránytalanul kiépült egészségügyi ellátórendszer sajátosságai rontják.

## Fordítás
Ez a szócikk részben vagy egészben  a   Preventive healthcare című angol Wikipédia-szócikk ezen változatának fordításán alapul.  Az eredeti cikk szerkesztőit annak laptörténete sorolja fel. Ez a jelzés csupán a megfogalmazás eredetét és a szerzői jogokat jelzi, nem szolgál a cikkben szereplő információk forrásmegjelöléseként.